# Йохер, Адам Бенедикт
Адам Бенедикт Йохер (пол. Adam Benedykt Jocher, лит. Adomas Benediktas Jocheris, 23 декабря 1791 — 3 апреля 1860, Вильна) — польский библиограф и филолог.

## Биография
Закончил Виленский университет, где был одно время профессором латинского языка (1827—1832). После ликвидации университета с 1832 года работал в библиотеках виленских Медико-хирургической и Духовной академий. Был членом Виленской археологической комиссии. Похоронен на кладбище Расу в Вильне.
Напечатал:
- трёхтомное библиографическое обозрение истории литературы и науки в Польше «Obraz bibliograficzno-historyczny literatury i nauk w Polsce od wprowadzenia do niej druku po r. 1830 włącznie»[2] (Вильна, 1840—1857);
- «Pogląd na Kierunek, na bieg umysłów i nauk w przedmiotach wiary świętéj w Polsce» (Вильна, 1857).

Другие труды:
- «Pelasgia, sive de sermone quondam communi, etc.» (Вильна, 1851);
- «Harmonia mów, albo zlanie ich w jedną, to jest: polską, za pośrednictwem fenickiej, powróconej do familii mów słowiańskich» (недоступная ссылка) (Вильна, 1859);
- «Epilog historyi mowy piérwotnéj, oraz wstęp do jéj odnowienia w mowie slowiańsko-polskiej» (Вильна, 1859).